# Керр, Филип, 11-й маркиз Лотиан
Филип Генри Керр, 11-й маркиз Лотиан (англ. Philip Henry Kerr, 11th Marquess of Lothian; 18 апреля 1882, Лондон — 12 декабря 1940, Вашингтон) — британский аристократ, дипломат и политик.

## Биография
Родился 18 апреля 1882 года в Лондоне. Старший сын генерал-майора, лорда Ральфа Друри Керра (1837—1916), и леди Энн Фицалан-Говард (1857—1931), дочери Генри Гренвиля Фицалана-Говарда, 14-го герцога Норфолка, и Достопочтенной Августы Мэри Мины Кэтрин Лайонс. Внук Джона Уильяма Роберта Керра, 7-го маркиза Лотиана (1794—1841).
Входил в Тайный совет Великобритании.
Учился в Oratory школе и Нью-Колледже Оксфорда.
В 1916 году, будучи личным секретарём Дэвида Ллойда Джорджа, принимал участие в работе Парижской мирной конференции, за что в марте 1920 года был отмечен орденом Кавалеров Почёта.
16 марта 1930 года после смерти своего бездетного двоюродного брата, Роберта Генри Шомберга Керра, 10-го маркиза Лотиана (1874—1930), Филип Генри Керр унаследовал титул 11-го маркиза Лотиана.
В 1931 году в составе делегации Бернарда Шоу побывал в России, назвав все происходящее там "наиболее грандиозным и героическим экспериментом, когда-либо имевшим место в истории". 
В 1931 году на протяжении четырёх месяцев Филип Керр являлся канцлером герцогства Ланкастерского. Заместитель министра по делам Индии в 1931—1932 годах.
В 1939—1940 годах посол Великобритании в США.
Женат не был.